# Pistol Dreams
Pistol Dreams är den enda singeln från The Tallest Man on Earths debutalbum, Shallow Grave. Skivan utgavs 15 mars 2007.

## Låtlista
1. "Pistol Dreams" - 3:35